# GR 92
El GR 92 o sender del Mediterrani és un sender de gran recorregut. Passa per Catalunya, el País Valencià, Múrcia i continua per Andalusia. Forma part del sender europeu E-10 (mar Bàltic-Mediterrani).
Es diu així perquè el tram català havia d'estar acabat l'any 1992, pels Jocs Olímpics de Barcelona.

## Catalunya
El tram de Catalunya és de 561 km, i segueix tota la costa catalana, mostrant la diversitat de cales, platges i paisatges mediterranis, com també les serres litorals.
Comença a Portbou i es dirigeix a Llançà. Des d'aquí baixa als aiguamolls de l'Empordà, de gran interès ornitològic, travessa el riu Fluvià i arriba a les ruïnes gregues d'Empúries. Després de pujar al massís del Montgrí, baixa a Begur i a Palafrugell. Seguidament, passa per la serra de les Gavarres i passa per les conegudes poblacions de Sant Feliu de Guíxols, Tossa de Mar i Lloret de Mar. Seguidament, s'enfila al massís del Montnegre i el Corredor. Després del poblat ibèric de Puig Castellar, arriba a Santa Coloma de Gramenet, travessa el Besòs i voreja Barcelona per la serra de Collserola.

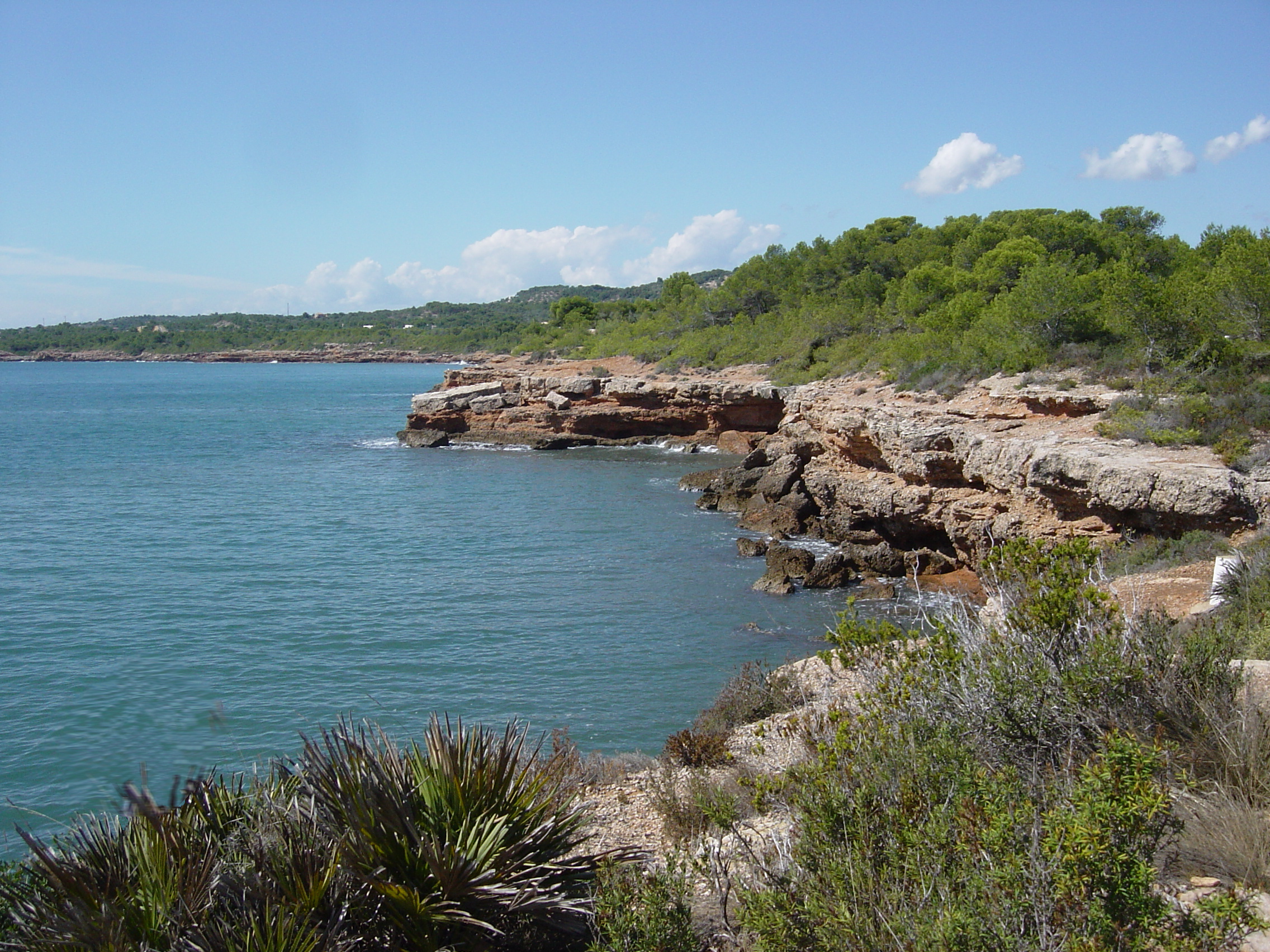
Costa mediterrània entre l'Ametlla de Mar i l'Ampolla. GR-92

La vista sobre la mar no es perd anant cap a Sitges, i després a Albinyana, Tarragona i Constantí, des d'on torna a la costa per Cambrils. Seguidament, torna terra endins fins que surt al mar per l'Ametlla de Mar. En arribar a l'Ampolla, travessa el delta de l'Ebre per Amposta, puja la serra del Montsià, passant per la Foradada i baixa a Ulldecona, on enllaça amb el País Valencià.
D'acord amb el FEEC, les etapes en el seu pas per Catalunya, són les següents:
- Etapa 1 - Portbou-Llançà (port), 9,8 km
- Etapa 2 - Llançà (port)-Cadaqués, 20,3 km
- Etapa 3 - Cadaqués-Roses, 21,7 km
- Etapa 4 - Roses-Aiguamolls de l'Empordà (El Cortalet), 16,3 km
- Etapa 5 - Aiguamolls de l'Empordà-Sant Martí d'Empúries, 20,2 km
- Etapa 6 - Sant Martí d'Empúries-Torroella de Montgrí, 20 km
- Etapa 7 - Torroella de Montgrí-Begur, 21,3 km
- Etapa 8 - Begur-Palamós, 23 km
- Etapa 9 - Palamós-Sant Feliu de Guíxols, 16,8 km
- Etapa 10 - Sant Feliu de Guíxols-Tossa de Mar, 20,2 km
- Etapa 11 - Tossa de Mar-Lloret de Mar, 14,3 km
- Etapa 12 - Lloret de Mar-Tordera, 17,2 km
- Etapa 13 - Tordera-Hortsavinyà, 12,8 km, travessa del Parc del Montnegre i el Corredor
- Etapa 14 - Hortsavinyà-Vallgorguina, 17,4 km
- Etapa 15 - Vallgorguina-Coll de Can Bordoi,[5] 14,4 km
- Etapa 16 - Coll de Can Bordoi-Coll de la Font de Cera,[6] 23,2 km
- Etapa 17 - Coll de la Font de Cera-Montcada i Reixac, 16,3 km
- Etapa 18 - Montcada i Reixac-Baixador de Vallvidrera, 16,5 km
- Etapa 19 - Baixador de Vallvidrera-Sant Vicenç dels Horts, 13,4 km
- Etapa 20 - Sant Vicenç dels Horts-Bruguers (Gavà), 16,2 km
- Etapa 21 - Bruguers (Gavà)-Garraf, 15,6 km
- Etapa 22 - Garraf-Vilanova i la Geltrú, 22 km
- Etapa 23 - Vilanova i la Geltrú-Calafell, 13 km
- Etapa 24 - Calafell-Torredembarra, 15 km
- Etapa 25 - Torredembarra-Tarragona, 20 km
- Etapa 26 - Tarragona-Cambrils, 28,1 km
- Etapa 27 - Cambrils-L'Hospitalet de l'Infant, 16,3 km
- Etapa 28 - L'Hospitalet de l'Infant-L'Ametlla de Mar, 22,8 km
- Etapa 29 - L'Ametlla de Mar-L'Ampolla, 15,8 km
- Etapa 30 - L'Ampolla-Amposta, 16,3 km
- Etapa 31 - Amposta-Pont de l'Olivar (Ulldecona), 25,4 km

## País Valencià
El tram del GR 92 recorre 454 km del litoral del País Valencià i ho fa seguint platges, passejos marítims, camins litorals, vies pecuàries, sendes pels penya-segats. El recorregut passa per jaciments prehistòrics, explotacions pesqueres, estructures d'extracció de sal, torres de guaita des de Sòl de Riu a Vinaròs i els Esculls del Molló a El Pilar de la Foradada.
La distribució proposada de les etapes és:
- Etapa 1 : Vinaròs - Benicarló, 24 km
- Etapa 2 : Benicarló - Peníscola, 20 km
- Etapa 3 : Peníscola - Alcossebre - Cabanes (Plana Alta), 23,7 km
- Etapa 4: Cabanes - Castelló de la Plana, 29,6 km
- Etapa 5 : Castelló - Nules, 19.5 km
- Etapa 6 : Nules - Almenara, 14 km
- Etapa 7 : Sagunt - Puçol - el Puig de Santa Maria, 28,8
- Etapa 8 : El Puig - València, 12,4 km
- Etapa 9 : València, 30.8 km
- Etapa 10 : València - Cullera, 35 km
- Etapa 11 : Cullera - Xeraco - Gandia, 19,2 km
- Etapa 12 : Gandia - Oliva, 16,1
- Etapa 13 : Oliva - port de Dénia, 22,5 km
- Etapa 14 : Port de Dénia - port de Xàbia, 15 km
- Etapa 15 : Port de Xàbia - Moraira - Calp, 28,3
- Etapa 16 : Calp - Altea - l'Albir - Benidorm: 26,5 km
- Etapa 17 : Benidorm - la Vila Joiosa - el Campello, 37,4 km
- Etapa 18 : El Campello - Alacant, 21,7 km
- Etapa 19 : Alacant - Santa Pola, 21,9 km
- Etapa 20 : Santa Pola - Guardamar, 20,8 km
- Etapa 21 : Guardamar - Pilar de la Foradada, 30,6 km

Aquest tram està en part senyalitzat.

## Regió de Múrcia
El tram que discorre per terres de Múrcia té una longitud de 163 km i passa pels municipis de San Pedro del Pinatar, San Javier, Los Alcázares, Cartagena, La Unión, Mazarrón, Llorca i Águilas. Poc abans d'entrar a la ciutat de Múrcia, hi ha una petita variant a l'entorn del turó de San Pedro. Cal destacar el seu pas pels parcs naturals de Las Salinas de San Pedro i Calblanque, així com per l'entorn del Mar Menor.

## Andalusia
Per Andalusia està en fase de construcció, i a data de 2023, només s'ha senyalitzat 59 km a la província d'Almeria i 42 km a la província de Cadis. A la província de Màlaga, des de Nerja a Manilva, coincideix amb els 180 km de l'anomenada senda litoral. Està previst que arribi fins a l'estret de Gibraltar.